# Ozero Chereshli
Ozero Chereshli är en sjö i Belarus. Den ligger i den nordvästra delen av landet, 110 km väster om huvudstaden Minsk. Ozero Chereshli ligger 132 meter över havet.
Omgivningarna runt Ozero Chereshli är en mosaik av jordbruksmark och naturlig växtlighet. Runt Ozero Chereshli är det ganska glesbefolkat, med 34 invånare per kvadratkilometer.